# Josef Schicklgruber

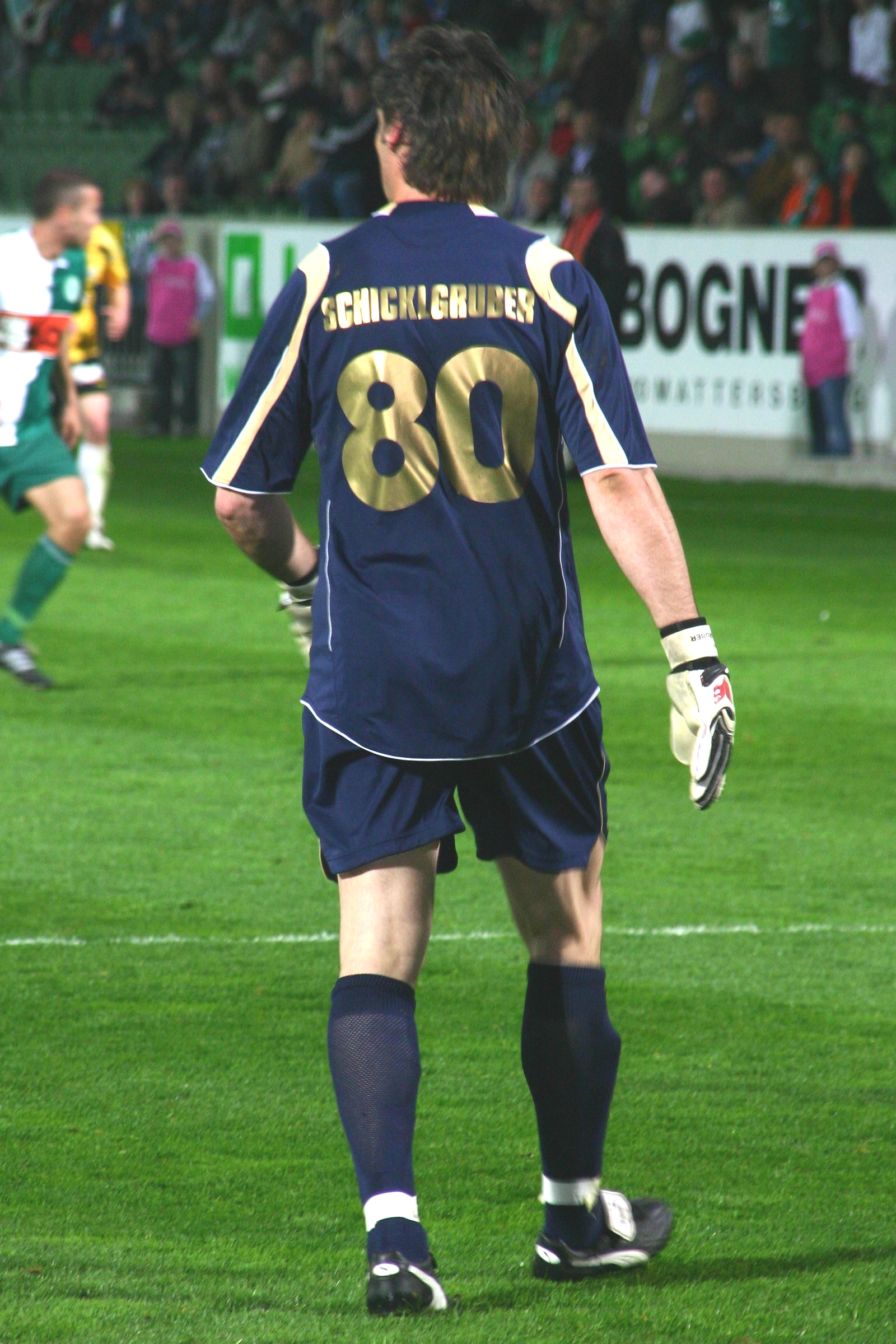
Schicklgruber im Altach-Trikot mit der Rückennummer 80 (2009)

Josef „Pepi“ Schicklgruber (* 21. Juli 1967 in Ansfelden) ist ein ehemaliger österreichischer Fußballtorhüter. Er beendete seine Profikarriere 2009, war jedoch danach noch weitere Jahre im Amateurbereich angemeldet.

## Karriere

### Karrierebeginn in der Heimat
Josef Schicklgruber wurde am 21. Juli 1967 in der damaligen Marktgemeinde Ansfelden, die im Jahre 1988 zur Stadt erhoben wurde, geboren. Nachdem er erstmals am 7. Oktober 1976 vom ASK Nettingsdorf als Fußballspieler angemeldet worden war, – laut eigener Aussage spielte er bereits als Sechsjähriger im Jahre 1973 im Verein, bei dem sein Vater als Platzwart tätig und seine Mutter für das Waschen der Dressen verantwortlich war – verbrachte er hier zahlreiche weitere Jahre und kam ab 1984 auch in der Herrenmannschaft des unterklassigen Klubs zum Einsatz. Zunächst Feldspieler, entschied er sich erst als 18-Jähriger endgültig für die Position des Torhüters.
Nachdem Nettingsdorf im Jahre 1987 von der 1. in die 2. Landesliga abgestiegen war, folgte ein Umbruch im Verein, der mit einem neuen Trainerteam auch eine verjüngte Mannschaft hervorbrachte. Ab dieser Zeit agierte Schicklgruber als Stammtorhüter der ersten Kampfmannschaft des ASK Nettingsdorf, mit dem er im zweiten Jahr in der 2. Landesliga den Wiederaufstieg in die nächsthöhere Spielklasse schaffte. In der Saison 1989/90 war der Klub aus dem Linzer Vorort somit wieder in der höchsten oberösterreichischen Spielklasse vertreten. Bereits von seinem damaligen Trainer, der ihm eine bundesligataugliche Qualität prophezeit hatte, wurde sein Talent erkannt und weiter gefördert. Von den Trainern der Liga wurde er in weiterer Folge zum „Torwart des Jahres“ gewählt und kündigte noch im selben Jahr seinen erlernten und zeitintensiven Beruf als Spengler und konzentrierte sich auf seine Sportkarriere. Daraufhin suchte er beim damaligen Bundesligisten SK Vorwärts Steyr um ein Probetraining, das jedoch vom damaligen Präsidenten Alois Radlspäck abgelehnt wurde, an. Landesweite Aufmerksamkeit erhielt Schicklgruber daraufhin noch in der laufenden Meisterschaft, als er bei einem 2:0-Sieg gegen die Union Vöcklamarkt das Tor 1:0-Führung erzielte. Das Tor, das zu einem erheblichen Medienecho in Oberösterreich führte, rief auch den Linzer ASK auf den Plan, der seit 1989/90 in der zweitklassigen Zweiten Division vertreten war.

### Wechsel in die Landeshauptstadt
Nach Jahren im oberösterreichischen Amateurfußball unterschrieb Schicklgruber, nachdem er im Probetraining Trainer Adolf Blutsch und dessen Co-Trainer Erwin Spiegel überzeugt hatte, im Jahre 1990 seinen ersten Profivertrag beim Linzer ASK und wurde zweiter Torwart hinter Axel Stangl. Nur zwei Monate nach seiner Verpflichtung kam Schicklgruber, da Stangl wegen seiner Hochzeit verhindert war, danach als verschollen galt und allgemein Differenzen mit dem Klub hatte, zum ersten Mal in der österreichischen Zweitklassigkeit im Stadtderby gegen den SK VÖEST Linz zum Einsatz und wurde nach dem Spiel von Trainer Blutsch zur Nummer 1 im Tor der Linzer befördert. Am Ende seines ersten Spieljahres belegte er den zehnten Platz bei der Krone-Fußballerwahl. Nach mehreren absolvierten Spielen zog er sich in der Winterpause 1991 einen Bänderriss im Knöchel zu und fiel wochenlang aus. Obgleich er zahlreiche Spiele versäumt hatte, wurde er nach seiner Genesung sofort wieder als Stammtorhüter eingesetzt. Bei der Wahl zum OÖ Fußballer des Jahres setzte er sich in diesem Jahr vor Nationaltorhüter Klaus Lindenberger durch und gewann diese Wahl erstmals. Zu dieser Zeit lernte er seine heutige Ehefrau kennen.
Im Jahr 1992 spielte er zusammen mit seinem späteren Trainer beim ASKÖ Pasching, Georg Zellhofer, der vom Stadtrivalen SK VÖEST Linz gekommen war, unter dem österreichischen Trainer Helmut Senekowitsch bei den Athletikern. In diesem Jahr gewann er zum zweiten Mal in Folge die OÖ Kickerwahl der Kronen Zeitung. Nach einer durchwachsenen Saison 1992/93 blieb der damals 27-jährige LASK-Torhüter im Jahre 1994 in 1241 Minuten (13 Spiele) ohne Gegentor und war einer der Verantwortlichen für den Aufstieg des Linzer Vereins in die Bundesliga. Dabei verfehlte er knapp den damaligen Weltrekord, der zu diesem Zeitpunkt bei 1390 Minuten lag. Im Spiel gegen den Stadtrivalen FC Linz – mittlerweile hatte sich der SK VÖEST Linz umbenannt – brach die erfolgreiche Serie Schicklgrubers durch ein Eigentor seines Teamkollegen Goran Kartalija, dem serbischstämmigen Abwehrchef des Linzer ASK. Nach dem Meistertitel mit Trainer Walter Skocik wurde der 1,87 m große Torhüter zum dritten Mal in Folge zu Oberösterreichs beliebtesten Fußballspieler gewählt, wobei er bei der Wahl der Kronen Zeitung 209.228 Stimmen erhielt; ein Rekord, der bis heute (Stand: 2016) Bestand hält.
Im Anschluss an diese Erfolge kam es von Seiten des Vereines, dabei vor allem durch den Präsidenten des Vereins, Otto Jungbauer, zu Vertragsstreitigkeiten, die erst im Laufe der Zeit beigelegt wurden. Im Jahre 1996 gab Schicklgruber sein Debüt im europäischen Klubfußball, als er mit dem Linzer ASK am UEFA Intertoto Cup 1996 teilnahm. Hierbei setzte er sich mit seiner Mannschaft in der Gruppenphase gegen die Konkurrenten Werder Bremen, Djurgårdens IF, Apollon Limassol und B68 Toftir durch, wobei die Mannschaft mit vier Siegen aus ebenso vielen Spielen und einer Tordifferenz von 11:1 ins Halbfinale einzog. In diesem unterlag er mit der Mannschaft mit einem Gesamtscore von 2:7 dem Klub Rotor Wolgograd aus Russland.
In der Spielzeit 1996/97 erhielt er von Schiedsrichter Konrad Plautz die erste Rote Karte seiner Profikarriere, nachdem er dem Schiedsrichter den Scheibenwischer gezeigt hatte. Wegen dieses unsportlichen Verhaltens wurde er für drei Spiele gesperrt. Noch im Jahre 1998 gewann er mit dem Linzer ASK das Linzer Hallenturnier, das aufgrund der Rivalität mit dem FC Stahl Linz als prestigeträchtiges Turnier in der Landeshauptstadt galt. In diesem Jahr belegte er bei der Wahl zu Oberösterreichs beliebtesten Spieler hinter Peter Stöger und vor Markus Weissenberger den zweiten Platz, wobei Stöger und Weissenberger zu diesem Zeitpunkt zusammen mit Schicklgruber beim Linzer ASK spielten. Im letzten Jahr bei den Linzer Athletikern kam es auch zur großen Fusion im Linzer Fußball, bei der die bisher rivalisierenden Vereine FC Linz und Linzer ASK zusammengeführt wurden und fortan unter dem Namen LASK Linz in Erscheinung traten. Unter dem neuen Trainer Otto Barić, der bereits in den 1970er-Jahren als Trainer in Linz agierte, wurde Schicklgruber, obgleich seiner bisherigen Einsätze, seiner Popularität und der Erfolge in Linz nicht mehr berücksichtigt. Der vom FC Linz kommende Željko Pavlović löste ihn als Nummer 1 ab und er saß fortan als zweiter Torwart auf der Ersatzbank. Dies gipfelte, nach der Ablösung von Barić als Cheftrainer durch den kroatisch-österreichischen Trainer Marinko Koljanin, darin, dass Schicklgruber ab dem Sommer 1998 nur mehr als Nummer 3 geführt wurde. Der bisher ausschließlich im Amateurfußball aktiv gewesene David Wimleitner, der von Trainer Koljanin und der sportlichen Führung verpflichtet wurde, löste ihn als Nummer 2 ab. In weiterer Folge wurde dem mittlerweile 31-jährigen Schicklgruber von Trainer Marinko Koljanin nahegelegt, den Verein zu verlassen.

### Nach erfolgreicher Zeit beim LASK weitere Erfolge in Graz
Durch glückliche Umstände fand Schicklgruber schließlich in der Winterpause 1998/99 den Weg zum SK Sturm Graz, nachdem ihn der damalige Manager und einstige Spieler Heinz Schilcher während eines Skiurlaubes mit seiner Familie kontaktiert hatte. Nachdem sich der dortige zweite Torhüter Abiodun Baruwa nach nur einem Einsatz schwer verletzt hatte und ein Mangel an Torhütern im Verein bestanden hatte, brauchte man einen um den Stammplatz mit Kazimierz Sidorczuk konkurrierenden Spieler. Kurz vor Ende der Wintertransferperiode unterzeichnete er einen Vertrag mit einer Laufzeit von zweieinhalb Jahren und kam nach neun Jahren beim Linzer ASK bzw. LASK Linz und einem Abstieg in die zweite Liga in der Winterpause 1998/99 ablösefrei zum amtierenden österreichischen Meister.
Nachdem der bisherige erste Torwart Kazimierz Sidorczuk verletzt vom polnischen Nationalteam zurückgekehrt war, bekam Schicklgruber von Trainer Ivica Osim die Möglichkeit, sich im Tor der Grazer zu etablieren. So kam er bei einem Derby gegen den Grazer AK am 30. März 1999 zu seinem Debüt für Sturm, wobei seine Mannschaft mit 0:1 verlor. Dies sollte sein einziger Bundesligaeinsatz für Sturm Graz in dieser Saison sein. Einen weiteren Pflichtspieleinsatz, einen 90-minütigen Auftritt beim 5:0-Sieg im Halbfinale des ÖFB-Cups gegen die SV Ried, absolvierte Schicklgruber noch bis zum Ende der Saison. Mit den Schwarz-Weißen aus Graz schaffte er die Titelverteidigung und wurde in der Saison 1998/99 zum ersten Mal in seiner Karriere österreichischer Fußballmeister. Nachdem Sturm Graz bereits in den letzten drei Jahren immer im ÖFB-Supercup gestanden hatte und dabei zweimal als Sieger hervorgegangen war, stand die Mannschaft, nachdem sie 1998/99 auch den österreichischen Fußballpokal gewonnen hatte, auch 1999 im ÖFB-Supercup, den sie in weiterer Folge gewann und somit das Triple schaffte.

### Der „Pannen-Pepi“ als Champions-League-Gruppensieger
Daraufhin erarbeitete sich Schicklgruber eine so starke Position, dass er und Sidorczuk nach dessen Rückkehr ins Team von Trainer Osim als zwei gleichwertige „Nummer-1-Goalies“ angesehen und oft abwechselnd aufgestellt wurden. Speziell in der Saison 1999/2000, als er mit den Grazern Vizemeister hinter dem FC Tirol Innsbruck wurde, etablierte er sich als Nummer 1 und spielte in 34 der 36 Meisterschaftsspielen im Tor der Grazer. Hinzu kamen zwei Einsätze in der dritten Qualifikationsrunde der League 1999/2000 und, nach erfolgreicher Qualifikation, Einsätze in fünf der sechs Spiele der folgenden Gruppenphase in der Gruppe D, als die Grazer als Gruppendritter vom laufenden Turnier ausschieden und aufgrund dieser Abschlussposition für die 3. Runde des UEFA-Pokals 1999/2000 qualifiziert waren. In dieser Runde erhielt Schicklgruber den langjährigen Spitznamen „Pannen-Pepi“: Im Rückspiel gegen den AC Parma führte Sturm Graz in der Verlängerung mit 3:1 und stand kurz vor dem Einzug ins Achtelfinale. Um wenige Minuten vor dem Schlusspfiff einen Eckball für die Gäste zu verhindern, versuchte Schicklgruber, eine Flanke von Mario Stanić zu fangen. Es gelang ihm, den Ball im Sprung aus der Luft zu nehmen, doch kam er erst hinter der Torlinie zu stehen. Zwar hielt Schicklgruber den Ball dabei weit von seinem Körper weg, doch der Schiedsrichter entschied nach minutenlanger Diskussion auf Tor; durch das 2:3 war nun Parma aufgrund der Auswärtstorregel für das nachfolgende Achtelfinale qualifiziert (das Spiel endete schließlich 3:3). Allerdings konnten die Fernsehbilder nicht eindeutig klären, ob der Ball nun in vollem Durchmesser hinter der Linie war oder nicht. Schicklgruber selbst hält dies bis heute für eine Fehlentscheidung des Schiedsrichterteams, während es seitens des Instituts für Geodäsie des Fachbereichs Photogrammetrie an der Universität Graz eine kurz darauf veröffentlichte Berechnung gab, laut der der Ball zehn Zentimeter (mit einer Abweichung von +/- zwei Zentimeter) hinter der Torlinie war.
Obgleich dieses Misserfolgs im UEFA-Cup und dem Fernbleiben vom ÖFB-Cup 1999/2000 wurde die Mannschaft in dieser Saison Vizemeister. Ein weiterer persönlicher Erfolg war im Jahre 1999 die Einberufung ins österreichische Nationalteam durch Otto Barić. Doch erst im Jahre 2000 sollte er in drei aufeinanderfolgenden Länderspielen, darunter ein Freundschaftsspiel gegen den Iran und zwei Qualifikationsspiele zur WM 2002 gegen Liechtenstein und Spanien im Kader stehen, wurde jedoch nicht eingesetzt und saß hinter der Nummer 1, Franz Wohlfahrt, auf der Ersatzbank. Im Herbst 2000 wurde er vom offiziellen Sturm-Anhängerklub zum beliebtesten Spieler des Vereines gewählt. Mit den Grazern startete er rund drei Wochen nach dem Saisonstart 2000/01 in die 2. Qualifikationsrunde zur UEFA Champions League 2000/01. Dort wurde er in den beiden Spielen gegen Hapoel Tel Aviv eingesetzt, absolvierte auch beide Spiele der dritten Qualirunde gegen Feyenoord Rotterdam und schaffte mit der Mannschaft den Aufstieg in die nachfolgende Gruppenphase der Champions-League-Saison 2000/01.
In dieser mussten die Grazer als Außenseiter gegen internationale Vereine wie Galatasaray Istanbul, AS Monaco oder die Glasgow Rangers antreten. Als Ausgangspunkt hatten die Grazer vorab den dritten Platz als Ziel festgelegt. Bereits beim ersten Spiel, einer 0:5-Auswärtsniederlage gegen die Schotten, zeigten die Grazer rund um Schicklgruber, der im Spiel einen Elfmeter hielt und eine deutlichere Niederlage verhinderte, dass sie als Außenseiter galten. Auf einen 3:0-Heimsieg gegen den Gegner aus der Türkei folgte abermals eine 0:5-Niederlage gegen die Franzosen. Erst in den Rückspielen konnten sich die Grazer rund um ihren Stammtorhüter in der Champions-League-Gruppenphase etablieren und fuhren in den nachfolgenden drei Spielen zwei 2:0-Siege und ein 2:2 ein. Vor allem das abschließende 2:2 gegen Galatasaray, das in einem minutenlangen Nichtangriffspakt der beiden Mannschaften, die damit beide weiterkamen, endete, fand mediale Beachtung. Damit schaffte man als erste österreichische Mannschaft als Gruppensieger der 1. Gruppenphase den Einzug in die nächsthöhere Runde. Bereits eine Partie zuvor hatten die Grazer auf dem ersten Platz der Gruppe gestanden, was ebenfalls davor noch keinem österreichischen Vertreter gelungen war.
Im Achtelfinale, das erneut in einer Gruppenphase ausgetragen wurde, traf Schicklgruber mit den Grazern auf den FC Valencia, Manchester United und Panathinaikos Athen. Nachdem er in die Saison 2000/01 noch als Stammtorhüter gestartet war, wechselte er sich im Laufe der ersten Hälfte der Saison einige Male mit Sidorczuk ab und saß, nachdem der Nigerianer Baruwa nach rund zweijähriger Verletzungspause wieder zurückgekehrt war, oft auf der Ersatzbank oder war als dritter Torhüter, nachdem Baruwa der Vortritt gelassen worden war, auf der Tribüne. Somit stand er nur in einer Begegnung gegen den FC Valencia im Kader, brachte es aber zu keinem Einsatz. Mit den Grazern schied er als Gruppendritter vom Wettbewerb aus und hatte auch in der Liga keine Aussicht mehr auf Einsätze, da er sich mit Baruwa als zweiter bzw. dritter Torhüter abwechselte. Schicklgrubers Vertrag endete im Sommer 2001 und da man im Verein mit Sidorczuk plante, nahm Schicklgruber Verhandlungen mit seinem ehemaligen Klub LASK Linz auf. Mit dem damaligen Manager von LASK Linz, Johann Kondert, hatte er zu diesem Zeitpunkt bereits einen Wechsel im Sommer fixiert gehabt, ehe sich der umstrittene LASK-Präsident Peter-Michael Reichel einschaltete und den Wechsel in die oberösterreichische Landeshauptstadt zunichtemachte. Stattdessen verpflichtete man den nicht ablösefreien Raimund Hedl vom SK Rapid Wien, für den dementsprechend eine Ablösesumme bezahlt werden musste, und ließ den ablösefreien Schicklgruber zurück in Graz.

### Wechsel nach Pasching
Nachdem er mit den Grazern am Ende der Saison 2000/01 nur Vierter geworden war, kehrte Schicklgruber nach dem Ende seines Vertrages nach Oberösterreich zurück, wo er sich vorerst beim Arbeitsmarktservice als arbeitslos meldete. In dieser Zeit erhielt er unter anderem ein Angebot von Hermann Schellmann, Präsident des FC Blau-Weiß Linz, dem fusionierten Nachfolgeverein des FC Linz und des SV Austria Tabak Linz, das er jedoch ablehnte, da ihm der Sprung von der Erstklassigkeit in die drittklassige Regionalliga zu groß war und er auf Angebote aus den beiden höchsten österreichischen Spielklassen wartete. Kurze Zeit wechselte er innerhalb Oberösterreichs zum ASKÖ Pasching, der gerade erst von der Regionalliga in zweithöchste Spielklasse des Landes aufgestiegen war und unterschrieb dort einen Zweijahresvertrag. Das proklamierte Ziel der Paschinger zum Saisonende war der Klassenerhalt in der Ersten Division, wobei Schicklgruber der einzige Spieler im Kader war, der sich eine Meisterprämie aushandelte, da er mit dem Verein in den nachfolgenden zwei Jahren in die Bundesliga aufsteigen wollte. Zur Winterpause rangierten die Paschinger bereits auf dem zweiten Tabellenplatz, hatten aber zehn Punkte Rückstand auf den dominierenden BSV Bad Bleiberg. Die Paschinger gewannen den Meistertitel in der Zweitklassigkeit; Schicklgruber zum vierten Mal in seiner Karriere Meister.
Als Meister stieg die Mannschaft in die österreichische Fußball-Bundesliga auf, in der Schicklgruber in der Saison 2002/03 weiterhin als Stammkraft agierte. Unter seinem einstigen Mannschaftskollegen, Georg Zellhofer, der seit 1996 als Trainer des ASKÖ Pasching agierte, bzw. unter Ernst Baumeister, der die Geschicke des Teams in den ersten Bundesligaspielen interimistisch leitete, da Zellhofer aufgrund einer Knieoperation ausgefallen war, folgten die ersten Erfolge in der höchsten Fußballliga Österreichs. Mit der Mannschaft stand er im Laufe der Saison zwischenzeitlich an der Tabellenspitze und bis zur 28. Runde auf dem zweiten Tabellenplatz hinter dem Meisterschaftsfavoriten FK Austria Wien. Erst in den letzten Runden der Saison (26. bis 36.) brachen die Erfolge des Teams etwas ein und die Mannschaft rangierte im Endklassement auf dem fünften Platz, nachdem sie in den letzten elf Meisterschaftsspielen lediglich fünf Punkte erreicht hatte. Obgleich die Mannschaft die Qualifikation zum UEFA-Pokal verpasst hatte, war die Mannschaft 2003/04 im UEFA Intertoto Cup 2003 vertreten. Dabei schafften es die Paschinger rund um ihren Stammtorhüter bis ins Halbfinale, in dem der hochfavorisierte SV Werder Bremen mit einem Gesamtscore von 5:1 aus Hin- und Rückspiel bezwungen wurde. Obgleich des späteren Ausscheidens im UI-Cup-Finale gegen den FC Schalke 04, als man vor eigenem Publikum 0:2 verlor und auf Schalke ein 0:0-Remis durchbringen konnte, erhielt der Verein einen deutlichen Zuwachs an internationaler Bekanntheit.
In der inzwischen begonnenen Bundesligasaison 2003/04 lief es für Schicklgruber, der die Nummer 1 im Tor der Paschinger und in allen 36 Bundesligapartien über die volle Spielzeit am Platz war, vorerst nicht gut. Nachdem sich Trainer Zellhofer aus gesundheitlichen Gründen zurückgezogen hatte und Interimscoach Heinz Hochhauser das Ruder des Bundesligisten übernommen hatte, kam der FC Superfund, so der neue Name des Teams, wieder aus der Versenkung und etablierte sich in der oberen Tabellenhälfte. Der eigentliche Erfolgslauf begann genau nach einem Drittel der Saison, als die Mannschaft von Runde 12 bis Runde 36 lediglich eine einzige Niederlage, 2:4 gegen den FK Austria Wien, hinnehmen musste. Im Endklassement rangierte das Team, mittlerweile wieder unter der Führung von Georg Zellhofer, schließlich auf dem dritten Tabellenplatz hinter der Austria und dem erstmaligen Meister Grazer AK. Im Cupunterlag man im Achtelfinale dem SK Sturm Graz mit 0:2. Mit der Platzierung in der Tabelle erreichte die Mannschaft einen Startplatz in der 2. Qualifikationsrunde des UEFA-Pokals 2004/05, was zusammen mit dem dritten Platz im Endklassement der größte Erfolg in der bisherigen Vereinsgeschichte war. In der Qualifikation zum UEFA-Pokal schied die Mannschaft wegen der Auswärtstorregel nach einem Gesamtscore von 3:3 gegen Zenit Sankt Petersburg vom laufenden Turnier aus.
Mit der Zeit entwickelte sich der FC Superfund zu einem der führenden Klubs Österreichs und war meist in der oberen Tabellenhälfte vertreten, so auch in der Spielzeit 2004/05, als Schicklgruber erneut die Stammkraft im Tor der Oberösterreicher war und es bei 32 Meisterschaftseinsätzen mit dem Team auf den vierten Tabellenplatz brachte und sich damit erneut für die Qualifikation zum UEFA-Pokal qualifizierte. Der Verein traf erneut in der 2. Qualifikationsrunde auf Zenit St. Petersburg und schied wiederum nur aufgrund der Auswärtstorregel aus. Anfang 2006 kam es zu einem Umbruch im Verein, bei dem der langjährige Trainer Georg Zellhofer entlassen wurde. Sein Nachfolger wurde der ehemalige Nationalspieler Andreas Heraf, der auf den als Interimstrainer tätigen Helmut Kraft folgte, der wiederum nach nur drei erfolglosen Spielen Didi Constantini weichen musste. Unter allen Trainern behielt Schicklgruber seine Stammposition bei. Lediglich in zwei der 36 Meisterschaftsspiele musste er dem jüngeren Michael Gspurning den Vortritt lassen. Mit der Mannschaft erreichte er in der Saison 2005/06 erneut den dritten Tabellenplatz im Endklassement und qualifizierte sich mit der Mannschaft zum ersten Mal direkt für den UEFA-Pokal. Im österreichischen Fußballpokal schieden die Paschinger erst im Halbfinale gegen die SV Mattersburg vom laufenden Wettbewerb aus. Ab Juni 2006 übernahm der Kroate Milan Đuričić die Aufgaben als Trainer und schied mit der Mannschaft in der 1. Runde des UEFA-Pokals 2006/07 nach zwei Niederlagen gegen die AS Livorno aus. Nach einem weiteren Trainerwechsel im Oktober 2006, der bereits die wirtschaftlichen Probleme im Verein deutlich machte, folgte auf Đuričić und seinen Assistenten Milan Miklavič der erst kurz zuvor ausgeschiedene Didi Constantini. Als weiterhin unbestrittene Nummer 1 im Tor der Paschinger wurde er unter allen Trainern in allen Pflichtspielpartien seiner Mannschaft in dieser Saison eingesetzt. Nachdem der Präsident Franz Grad im April 2007 bekanntgegeben hatte, mit dem Klub nach Klagenfurt zu ziehen, wo dieser fortan für wenige Jahre unter dem Namen SK Austria Kärnten in Erscheinung treten sollte, verließ ein Großteil des Kaders den FC Superfund, der die Saison 2006/07 in der teils recht dicht gestaffelten Endtabelle auf dem fünften Platz abschloss.

### Rückkehr zu Sturm Graz
Nachdem Schicklgruber erfolgreiche Jahre in Pasching verbracht hatte, kehrte er zu seinem ehemaligen Verein SK Sturm Graz zurück. Nachdem er bereits im April 2003 vom Strafsenat aufgrund einer Tätlichkeit für fünf Spiele gesperrt worden war, erhielt er im folgenden Jahr wegen rohen Spiels eine weitere Rote Karte sowie eine Sperre für eine Partie. Mit 21. Juni 2007 wurde der Wechsel zurück zu den Grazern bekanntgeben. Dort konnte er jedoch nicht mehr mit einem Einsatz als erster Torwart rechnen und musste sich von Beginn an mit der Rolle des Ersatztorhüters hinter Christian Gratzei begnügen. Erst in den letzten fünf Meisterschaftspartien wurde er von seinem ehemaligen Teamkollegen Franco Foda, der mittlerweile als Trainer tätig war, berücksichtigt und um den angeschlagenen Christian Gratzei zu schonen, über die volle Spieldauer eingesetzt. Aufgrund der Aussichtslosigkeit, noch einmal im Profifußball einen Stammplatz zu bekommen, beendete er daraufhin mit Saisonende 2007/08 vorerst seine Karriere. Mit den Grazern er dabei den vierten Tabellenplatz und sicherte der Mannschaft somit einen Startplatz im UEFA Intertoto Cup 2008. Nachdem die Verletzung von Gratzei doch gravierender war und sein Ausfall länger dauerte und auch der im Jahre 2007 verpflichtete Vorarlberger Martin Kobras verletzungsbedingt ausgefallen war, wurde Schicklgruber Anfang Juni 2008 für die Herbstsaison 2008/09 reaktiviert.
Bei den Grazern wurde er in weiterer Folge in beiden Runden des UI-Cups eingesetzt und war dabei in allen vier Partien seiner Mannschaft im Tor. Mit dem Team schaffte er dabei den Einzug in die 2. Qualifikationsrunde des UEFA-Pokals 2008/09, in der die Mannschaft erst im Elfmeterschießen gegen den FC Zürich unterlag. Schicklgruber, der im Spiel nicht immer überzeugen konnte, hielt dabei nach einem Lamotte-Fehlschuss einen gegnerischen Elfmeter und somit den möglichen Aufstieg der Grazer aufrecht; dennoch unterlag die Mannschaft mit 2:4 im Elfmeterschießen. Bis zur Winterpause der Saison 2008/09 brachte es Schicklgruber zu zwölf Einsätzen in der Meisterschaft und wechselte sich mit dem rekonvaleszenten Martin Kobras ab, ehe er ab der 14. Meisterschaftsrunde ausschließlich hinter dem wieder genesenen Gratzei auf der Ersatzbank Platz nehmen musste.

### Ende der Profikarriere mit 42 und Karriereausklang
Am 15. Jänner 2009 verkündete der Bundesligist SCR Altach die Verpflichtung des mittlerweile 41-Jährigen, der damit der älteste Spieler der österreichischen Bundesliga war. Sein langjähriger Weggefährte Georg Zellhofer hatte ihn, obwohl er in der Winterpause bereits zum zweiten Mal seine Karriere beenden wollte, nach Altach gelotst. Am 31. Mai 2009 beendete Schicklgruber seine Karriere auf professioneller Ebene in der letzten Runde der Saison 2008/09, als er mit den Altachern auswärts den Meister Red Bull Salzburg mit 4:1 bezwang. In der 88. Spielminute wurde er durch den Altacher Ersatztorwart Andreas Michl ausgewechselt und erhielt einmütig vom Salzburger wie Altacher Publikum standing ovations. Mit den stets abstiegsgefährdeten Altachern stieg er daraufhin in die zweitklassige Erste Liga ab.
Im Alter von 42 Jahren wechselte Schicklgruber noch in der Sommerpause 2009 zum FC Pasching und wurde beim Nachfolgeverein seines ehemaligen Dienstgebers ASKÖ Pasching in den ersten 16 Meisterschaftsspielen in der Regionalliga Mitte, einer der drei drittklassigen österreichischen Regionalligen, eingesetzt. Danach saß er zwischen Mitte März und Mitte Mai 2010 ohne Einsatz auf der Ersatzbank und musste in dieser Zeit dem über 20 Jahre jüngeren Pavao Pervan den Vortritt lassen. Erst zwischen der 26. und 29. Runde wurde er wieder in vier Meisterschaftspartien eingesetzt, ehe er in der abschließenden 30. Runde abermals Pervan den Vortritt ließ. Nachdem er zu Beginn der Saison 2010/11 nicht dem Regionalligakader der Paschinger zur Verfügung gestanden hatte, kam er ab dem 1. Oktober wieder als Stammkraft in diesem zum Einsatz und war bis zur Winterpause in allen sieben weiteren Ligaspielen am Spielfeld, wobei er mit dem Team bei diesen sieben Einsätzen keine Niederlage hinnehmen musste.
In weiterer Folge setzte Schicklgruber seine Karriere als Aktiver im Leistungssport ein endgültiges Ende, blieb aber noch im Amateurbereich aktiv, wo er in den Folgejahren bei diversen Vereinen seinen Spielerpass hinterlegte. Nachdem er von März bis Juni 2011 Torwarttrainer beim SK Vorwärts Steyr gewesen war, schloss er sich kurz darauf im Juli 2011 dem unterklassigen Verein Union Weißkirchen an. Am 13. November 2011 saß er erstmals auf der Ersatzbank des oberösterreichischen Landesligisten, kam aber hinter seinem Sohn nicht zum Einsatz. Daraufhin war er in keiner Partie mehr im offiziellen Kader der ersten Kampfmannschaft der Union Weißkirchen. Einen Tag zuvor hatte er ein Spiel für die zweite Kampfmannschaft mit Spielbetrieb in der achtklassigen 2. Klasse Südost, eine der letzten Ligen im (ober)österreichischen Ligasystem, absolviert, wobei dieses ebenfalls sein einziger Einsatz in der Saison 2011/12 blieb.
Beim Fußballklub aus Weißkirchen an der Traun war er daraufhin ein halbes Jahr gemeldet, ehe er mit 31. Jänner 2012 vom damaligen Fünftligisten ATSV Stadl-Paura angemeldet wurde, wohin im Sommer 2012 auch sein mehrfacher Mannschaftskollege Andreas Michl wechselte. Hier war Schicklgruber nebenbei auch als Torwarttrainer eingeplant. Wie bereits bei der Union Weißkirchen trat Schicklgruber auch bei Stadl-Paura an der Seite seines Sohnes, Jürgen Schicklgruber (* 1994), ebenfalls Fußballtorwart, in Erscheinung. In der Saison 2012/13 trat Andreas Michl als Stammtorhüter des Fünftligisten in Erscheinung, während es Sohn Schicklgruber zu drei Meisterschaftseinsätzen und vier Freundschaftsspielen brachte und Vater Schicklgruber ohne Einsatz blieb, jedoch zwischen Februar und März 2013 in drei Freundschaftsspielen uneingesetzt auf der Ersatzbank saß. Weiters saß er in einem Meisterschaftsspiel der Reservemannschaft, die in der Spielzeit 2012/13 Meister wurde, uneingesetzt auf der Ersatzbank, während Sohn Jürgen als Stammtorwart der zweiten Kampfmannschaft agierte und unter anderem fünf Elfmetertore im gesamten Saisonverlauf beisteuerte.
Im Sommer 2015 folgte ein weiterer Wechsel, diesmal zum damaligen Regionalligisten SV Wallern, bei dem Schicklgruber etwas über ein Jahr angemeldet war, ehe er sich im August 2016 dem unterklassigen Klub ASKÖ Kematen-Piberbach anschloss. Weder beim SV Wallern, noch beim ASKÖ Kematen-Piberbach wurde er eingesetzt. Beim Klub aus der Gemeinde Piberbach im Bezirk Linz-Land trat in dieser Zeit auch sein jüngster Sohn Sebastian (* 1999), ein vorwiegend als Verteidiger eingesetzter Feldspieler, in der ersten Kampfmannschaft in Erscheinung. Noch während seiner aktiven Karriere betreute er Nachwuchstorhüter beim Training und leitet vor allem seit den letzten Jahren spezielle Trainings, nimmt an Benefizveranstaltungen teil oder organisierte zusammen mit Manfred Bender ein Fußballcamp. Weiters absolvierte er bereits 2002/03 die Oberösterreichische Nachwuchsbetreuerausbildung und machte zum Ende seiner aktiven Profikarriere die Kurse für die UEFA-A-Lizenz ALT (2008/09). 2009/10 folgte der Trainerfortbildungskurs Kategorie 2 und 2010/11 das Nationale Torwarttrainerdiplom des ÖFB. Nachdem er 2011/12 eine weitere Trainerfortbildung im Bereich Torwart absolviert hatte, absolvierte er 2012/13 die Fortbildungskurse der Kategorien 1 bis 3 des ÖFB. Erst 2016/17 erhielt Schicklgruber die noch höhere UEFA-Torwarttrainer-A-Lizenz und nahm auch in den Spielzeiten 2018/19 und 2019/20 an weiteren offiziellen Fortbildungen des ÖFB teil.
Mit Ende August 2018 übernahm er vorerst interimistisch das Amt des Tormanntrainers bei der österreichischen Nationalmannschaft und das Amt des Leiters der ÖFB-Tormanntrainer-Ausbildung, nachdem Klaus Lindenberger aus persönlichen Gründen zurückgetreten war. Bereits seit Sommer 2018 fungierte Schicklgruber parallel dazu als Torwarttrainer der österreichischen U-16-Nationalmannschaft. Erst nach einem Jahr legte Schicklgruber seiner Tätigkeit in der A-Nationalmannschaft seines Heimatlandes nieder, übernahm aber parallel zu seiner Arbeit mit der U-16 auch die Position als Torwarttrainer der österreichischen U-17-Junioren.

## Privates
Schicklgruber ist seit 2000 verheiratet und Vater von zwei Söhnen.
Im Jänner 2008 wurde die Familie Opfer eines Einbruchdiebstahls.
Hauptberuflich ist er seit mehreren Jahren (Stand: Mai 2025) Außendienstmitarbeiter des Puckinger Werkzeugunternehmens Technolit.